# Antoine Danchet
Antoine Danchet (Riom, 7 settembre 1671 – Parigi, 21 febbraio 1748) è stato un drammaturgo, librettista e poeta francese.

## Biografia

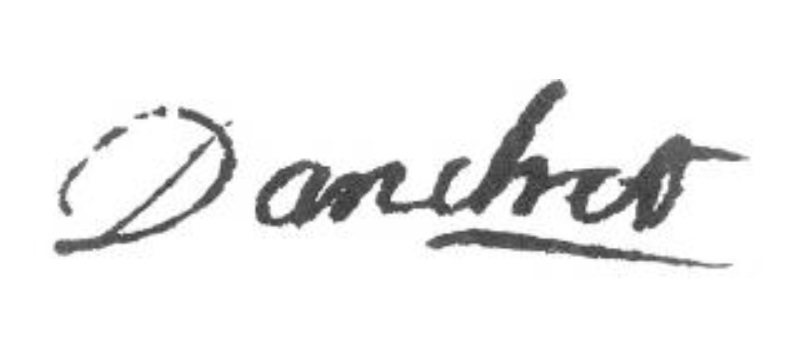
Firma di Antoine Danchet

Lasciata la nativa Riom, in disaccordo con un professore del Collegio dell'oratorio, Danchet termina i suoi studi a Parigi presso i gesuiti.
Dopo aver insegnato retorica a Chartres mentre era ancora studente del Louis le Grand, divenne precettore a Parigi. Scrisse l'Hesione quando ancora riceveva un vitalizio per l'educazione dei bambini. Ciò lo portò in tribunale con la motivazione che la sua attività teatrale è incompatibile con l'educazione cristiana dei giovani. Il Parlamento stabilì che era possibile produrre una buona opera teatrale senza smettere di essere un buon precettore.
Di lì a poco, Danchet abbandona l'insegnamento e inizia a scrivere per il teatro. Scrisse diversi libretti d'opera, che furono messi in musica con successo da André Campra. Compose, tra gli altri, il testo per L'île de Délos e una cantata di Élisabeth Jacquet de La Guerre. Nonostante La Motte lo avesse definito “il primo dei nostri poeti lirici” dopo Quinault, Danchet rappresentò la lirica “non poetica” cara al Settecento prima di André Chénier. D'altra parte, le sue tragedie, mediocri imitazioni di Racine, caddero quasi tutte in disuso.
Membro associato dell'Académie des inscriptions et belles-lettres dal 1705, fu eletto all'Académie française nel 1712 grazie alla protezione delle signore de Ferriol e de Tencin. Poiché alcuni si stupirono di questa onorificenza per un autore semisconosciuto, altri sostennero che non era stata assegnata allo scrittore ma all'uomo, che era davvero eccellente, benevolo e candido. Ciò ispirò Voltaire a comporre questo epigramma:
(Voltaire)
Le sue opere, Théâtre de M. Danchet, pubblicate nel 1751 (4 volumi in-12), contengono, oltre alle opere drammatiche, odi, cantate ed epistole.
Il balletto inedito Les fêtes d'Euterpe, scritto con de Moncrif e Favart, fu rappresentato per la prima volta l'8 agosto 1758. Dopo la sua morte, altre opere vennero ancora rappresentate all'opera.
Nel 1781 Mozart compose l'Idomeneo, la sua prima vera opera matura, il cui libretto, di Giambattista Varesco, era talmente ispirato a quello di Antoine Danchet da potersi dire leggermente rimaneggiato.

## Opere principali
- Apollon et Daphné (1698), musica di Lully e cantato davanti al re a Fontainebleau nell'ottobre 1698.
- Hésione (1700), musica di Campra. Prima rappresentazione il 21 dicembre 1700 (libretto disponibile in Gallica).
- Tancrède (1702), musica di Campra. Prima rappresentazione il 7 novembre 1702.
- Cyrus (1706).
- Les Tyndarides (1708).
- Les Festes vénitiennes (1710), musica di Campra. Prima rappresentazione il 17 giugno 1710[2]. Una nuova entrata aggiunta alla 34esima rappresentazione il 5 settembre 1710: Les Devins de la place Saint-Marc.
- Idoménée (1712), musica di Campra. Prima rappresentazione 12 gennaio 1712 (libretto disponibile in Gallica).
- Les Héraclides (1719).
- Nitétis (1724).
- Achille et Déidamie (1735), musica di Campra.